# Tiradentes
Joaquim José da Silva Xavier, conegut popularment pel seu sobrenom, Tiradentes   (Fazenda do Pombal, 12 de novembre de 1746 - Rio de Janeiro, 21 d'abril de 1792) fou un dentista, miner, militar i activista polític nascut al Brasil colonial. És conegut per ser un dels líders de la conspiració separatista anomenada Inconfidência Mineira, contra el domini portuguès, motiu pel qual fou condemnat a la pena de mort. És considerat Heroi Nacional, Patró cívic del Brasil i un dels primers independentistes i republicans brasilers. L'aniversari de la seva mort és dia festiu al seu país.
El dia de la seva execució, el 21 d'abril, és festa nacional. La ciutat minera de Tiradentes, antigament Vila de São José do Rio das Mortes, va ser rebatejada en el seu honor. El seu nom està inscrit al Llibre dels Herois de la Pàtria des del 21 d'abril de 1992.

## Biografia

### Joventut
Joaquim José da Silva Xavier va ser el quart dels set fills del portuguès Domingos da Silva Santos, un terratinent rural, i d'Antônia da Encarnação Xavier.

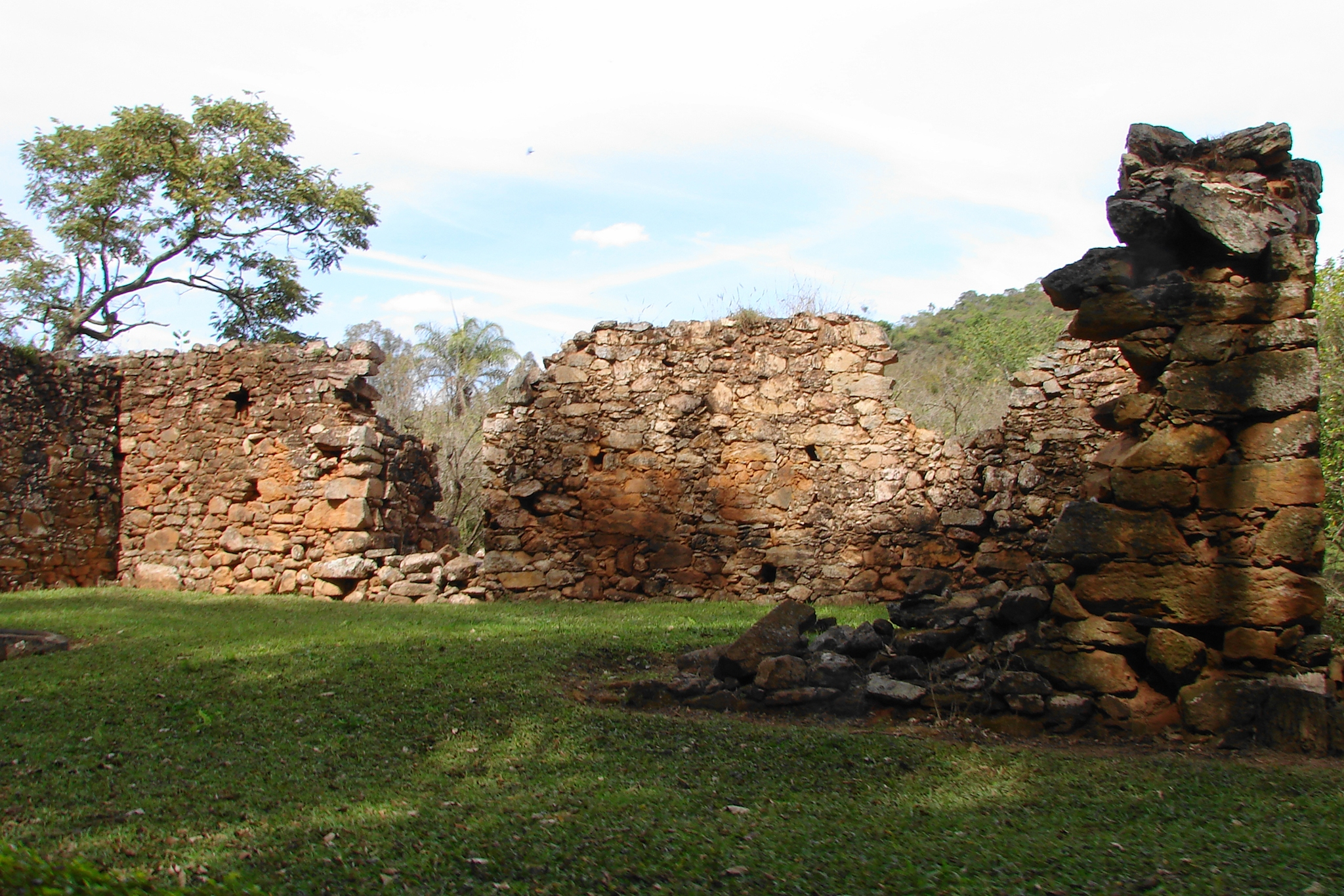
Les runes de la Fazenda do Pombal es troben en vies de preservació.

Va néixer a la Fazenda do Pombal, el mas familiar, situat a la Capitania de Minas Gerais. Els terrenys familiars es trobaven en disputa entre tres localitats limítrofes: Ritápolis, São João del-Rei i São José do Rio das Mortes. Tot i que la justícia va acabar decidint que la masia depenia del municipi de Ritápolis, usualment es considera que Tiradentes és fill de São José do Rio das Mortes.
La família es dedicava a l'agricultura, ramaderia i mineria, arribant a posseir 35 esclaus, tal com reflexa l'inventari trobat el 1756. Una gran i valuosa quantitat d'equips de mineria també hi constaven. Als onze anys va queda orfe de pare i mare i Joaquim José va passar a ser tutelat pel seu oncle i padrí, Sebastião Ferreira Leitão, qui era cirurgià dental. En la seva joventut, va treballar de minaire i comerciant, va fer pràctiques de farmàcia i va exercir la professió de dentista, que li valdria el famòs sobrenom de Tiradentes (arrencaqueixals).

### Edat adulta
Amb els coneixements adquirits en la mineria, esdevingué tècnic en reconeixement de terrenys i en l'explotació dels seus recursos. Va començar a treballar per al govern de Minas en el reconeixement i l'estudi del sertão.

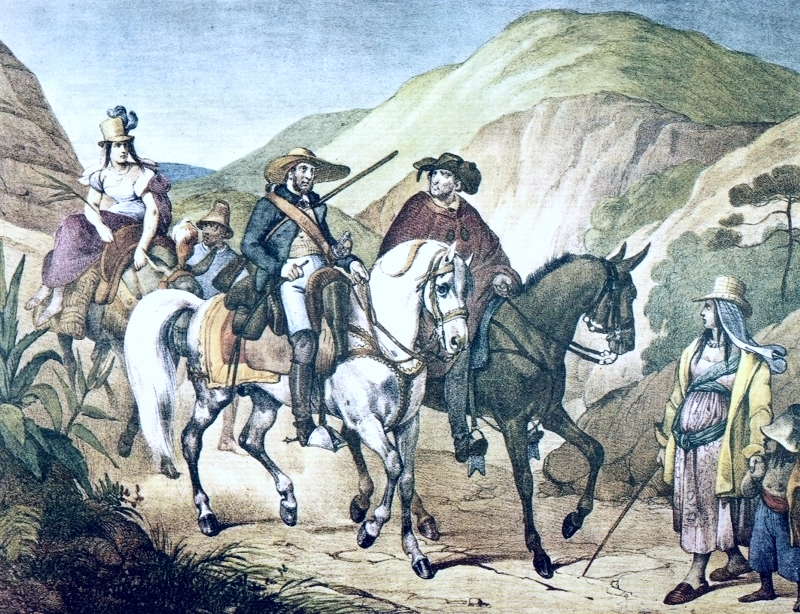
Pas pel Caminho Novo (Rugendas, c. 1820)

El 1780, s'enrolà en les tropes de cavalleria de la Capitania i l'any 1781 va ser nomenat cap del destacament que patrullava el Caminho Novo, a la serralada de Mantiqueira. Aquesta era la ruta de transport principal dels minerals extrets en direcció al port de Rio de Janeiro, on eren embarcats cap a Lisboa. Va ser a partir d'aquest període quan Tiradentes va apropar-se a grups que criticaven el colonialisme portuguès. Criticava la quantitat de béns espoliats, destinats a engrandir la metròpoli, mentre el poble brasiler vivia en la pobresa.
Da Silva va arribar al grau d'alferes (primer rang d'oficial), el màxim al que podien arribar els nascuts a la colònia –els rangs superiors eren reservats pels portuguesos. Descontent per no poder ascendir en la seva carrera militar, va licenciar-se el 1787.
Tot seguit, Tiradentes marxa a Rio de Janeiro. Hi viu aproximadament un any, temps en què va idear grans projectes, com la canalització dels rius Andaraí i Maracanã per millorar el subministrament d'aigua en la ciutat. No obstant, la manca de contactes i la burocràcia portuguesa van frustrar els plans del brasiler. Això va augmentar la seva indignació pel domini dels europeus.

### Inconfidência Mineira
De tornada a Minas Gerais, va començar a predicar a Vila Rica (actual Ouro Preto) a favor de la independència d'aquella capitania. Va formar part d'un moviment, aliat amb membres del clergat i de l'elit mineira, com Cláudio Manuel da Costa, antic secretari de govern; Tomás Antônio Gonzaga, antic defensor del poble de la regió, i Inácio José de Alvarenga Peixoto, gran terratinent del districte de Rio das Mortes.
La regió es trobava enmig d'una greu recessió, per la disminució progressiva de les extraccions de minerals i de nous impostos creats per la Corona. La situació va empitjorar amb els successius nomenaments de Luís da Cunha Meneses i Luís António Furtado de Castro do Rio de Mendonça e Faro com a governadors, que s'oposaren frontalment a les reclamacions locals.

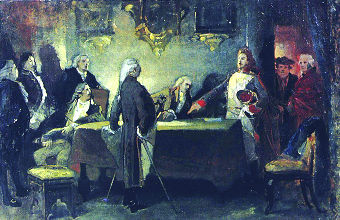
La més important de les reunions dels conjurats (Pedro Américo, 1893).

El grup va planejar una insurrecció amb ocasió d'un nou impost, el 1789. Però, abans que la Inconfidência mineira cristal·litzés, van ser delatats per tres dels seus membres. Els conspiradors van ser detinguts i van ser empresonats a Rio. Durant el judici, tots els acusats van negar la participació en el moviment secessionista tret d'un, Tiradentes, qui en va assumir el lideratge i va exculpar els companys. La sentència, publicada el 18 d'abril de 1792, va dictaminar la pena de mort dels dotze caps de la conspiració, però la sobirana, Maria I de Portugal, va commutar-les per l'exili a les colònies portugueses d'Angola, Moçambic i Cap Verd. Els sacerdots serien condemnats en secret i portats a convents de Portugal, exceptuant la del confés Tiradentes.

### Execució

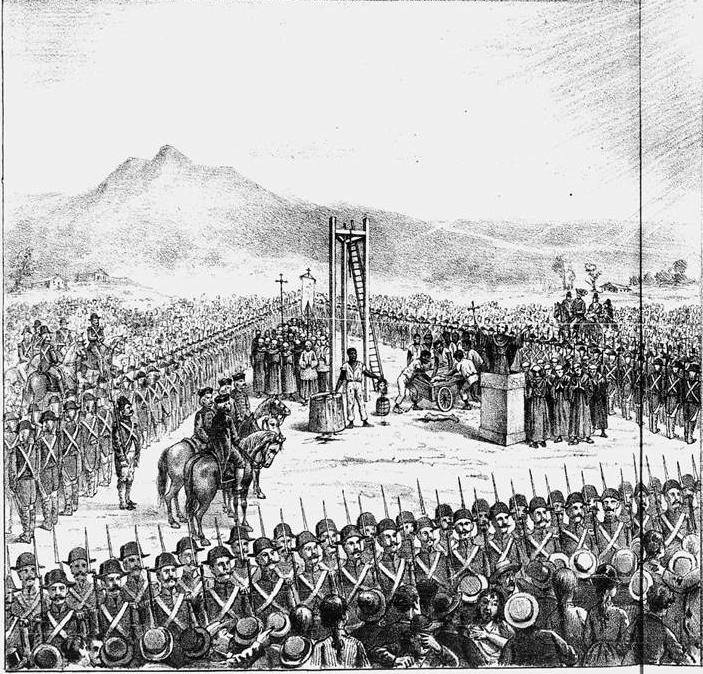
Execució de Tiradentes (Barão Homem de Mello, 1892).

El matí del dissabte 21 d'abril, Tiradentes va ser conduit en processó pels carrers del centre de Rio de Janeiro, en el camí entre la presó pública i on s'havia instal·lat el cadafal. El govern general va intentar transformar-lo en una demostració de força per part de la corona portuguesa, amb una veritable posada en escena.
Fou executat a la forca i, posteriorment, esquarterat. Amb la seva sang es va fer escriure el certificat d'acompliment de la condemna, i es va declarar infames la seva memòria i els seus descendents. El seu cap va ser exposat a Vila Rica i les altres restes van ser repartides pel Caminho Novo: Santana de Cebolas, Varginha do Lourenço, Barbacena i Carijós, llocs on havia fet els seus discursos revolucionaris. Van arrasar la casa on vivia, tirant sal a terra perquè no hi germinés mai res.

## Llegat

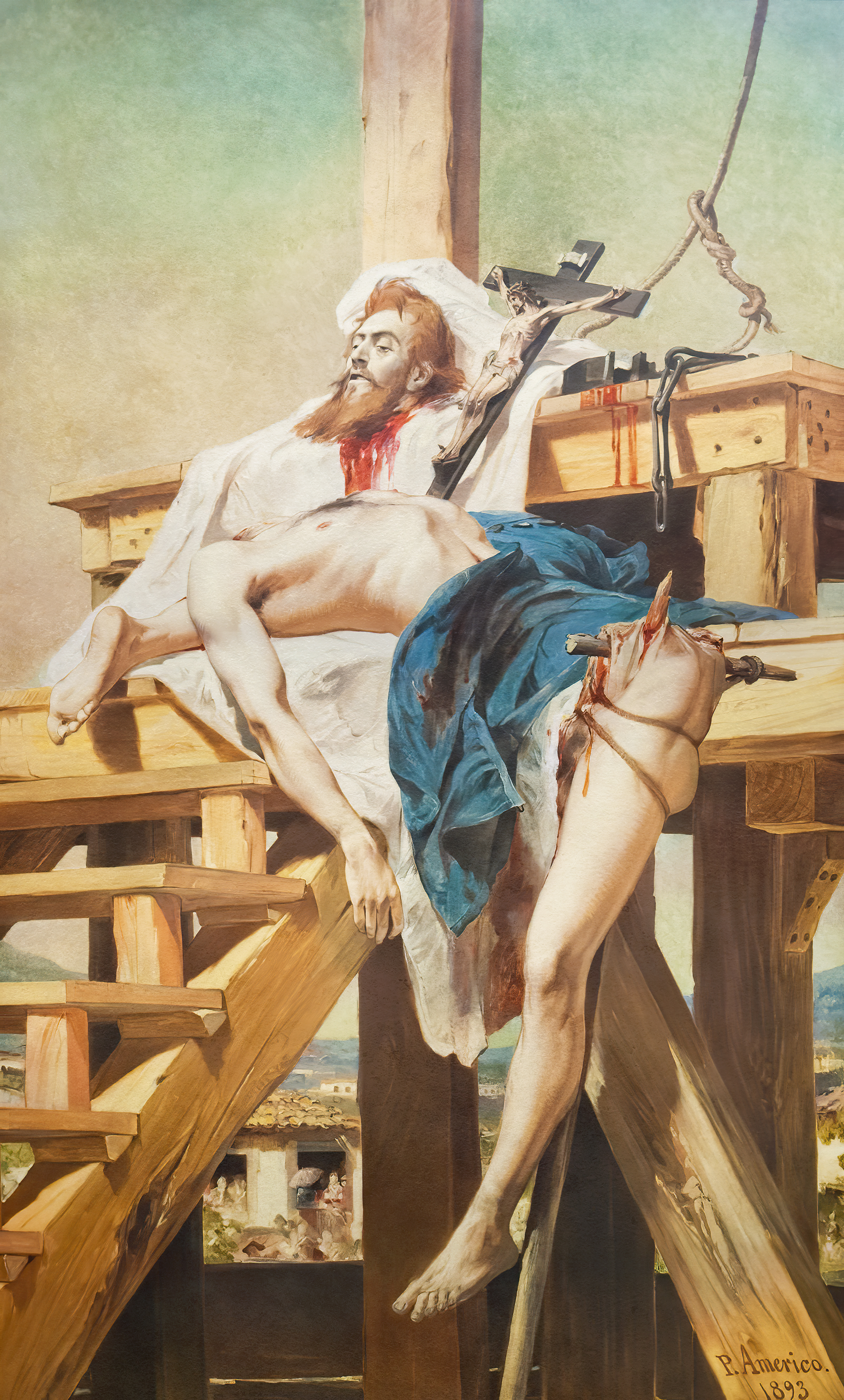
Tiradentes esquarterat (Pedro Américo, 1983).

La independència del Brasil va arribar de la mà de la mateixa família reial (Pere I del Brasil era net de Maria I). La figura de Tiradentes i de la Conjuració Mineira no va ser reivindicada en aquella època, donat el caràcter republicà de les seves reclamacions. No va ser fins a la Proclamació de la República Brasilera, el 1889, que el corrent positivista no va reactivar el record d'aquests insurgents. Es va voler emfatitzar el sacrifici de l'exdentista, qui autoinculpant-se va salvar la vida dels seus companys. Així, l'imaginari visual de l'època va dibuixar a Tiradentes amb cabells llargs i barba, emulant la figura de Jesucrist. El camí a la forca del reu també va trobar paral·lelisme amb la passió de Crist.
L'historiador Bóris Fausto assenyala que la forma en que es va voler executar a Tiradentes és una de les causes que van dur a la preservació de la memòria del mineiro, argumentant que tot aquell espectacle va acabar despertant la ràbia de la població que presenciava l'esdeveniment, quan la intenció era, al contrari, intimidar-la i dissuadir-la d'iniciar altres revoltes.
L'any 1965 es va oficialitzar el festiu nacional en la data del 21 d'abril, l'aniversari de la seva mort.
Joaquim José da Silva Xavier "Tiradentes" va ser el primer nom en ser inscrit en el Llibre dels Herois i Heroïnes de la Pàtria, un memorial cenotàfic situat dintre del Panteó de la Pàtria i de la Llibertat Tancredo Neves de Brasília, creat per honorar la memòria de les persones que millor van servir en la construcció i defensa del país.